# مات ريس
مات ريس (بالإنجليزية: Matt Rees)‏‏ (1967 في نيوبورت - ) صحفي، وكاتب، وروائي من المملكة المتحدة.